# Redbird Smith (Oklahoma)
Redbird Smith es un lugar designado por el censo ubicado en el condado de Sequoyah en el estado estadounidense de Oklahoma. En el Censo de 2010 tenía una población de 465 habitantes y una densidad poblacional de 28,05 personas por km².

## Geografía
Redbird Smith se encuentra ubicado en las coordenadas 35°33′44″N 95°1′43″O / 35.56222, -95.02861. Según la Oficina del Censo de los Estados Unidos, Redbird Smith tiene una superficie total de 26.68 km², de la cual 26.46 km² corresponden a tierra firme y (0.83%) 0.22 km² es agua.

## Demografía
Según el censo de 2010, había 465 personas residiendo en Redbird Smith. La densidad de población era de 28,05 hab./km². De los 465 habitantes, Redbird Smith estaba compuesto por el 78.92% blancos, el 0.43% eran afroamericanos, el 15.05% eran amerindios, el 0.65% eran asiáticos, el 0% eran isleños del Pacífico, el 0% eran de otras razas y el 4.95% pertenecían a dos o más razas. Del total de la población el 3.01% eran hispanos o latinos de cualquier raza.